# دانتي جونز
دانتي جونز (بالإنجليزية: Dante Jones)‏ هو لاعب كرة قدم أمريكية أمريكي، ولد في 23 مارس 1965 في هيوستن في الولايات المتحدة.

## وصلات خارجية
- دانتي جونز على موقع مرجع كرة القدم المحترفة.كوم (الإنجليزية)